# Labrossyta cinctipes
Labrossyta cinctipes là một loài tò vò trong họ Ichneumonidae.